# Südfeldsee
Der Südfeldsee oder Großkaynaer See ist ein Tagebaurestsee. Er liegt südlich von Großkayna überwiegend im Saalekreis sowie mit einem kleineren südlichen Teil im Burgenlandkreis.
Zusammen mit dem sich im Norden anschließenden Runstedter See, dem deutlich größeren Geiseltalsee und dem deutlich kleineren Hassesee bei Roßbach bildet er den Geiseltaler Seenkomplex – eine Reihe von Seen, die allesamt geflutete Tagebaue sind.

## Entstehung
Der Aufschluss der damaligen Grube Rheinland erfolgte im Jahr 1906 durch die Michelwerke, bis 1945 eines der größten Montanunternehmen im mitteldeutschen Braunkohlerevier. Im Jahr 1949 erfolgte die Umbenennung in Tagebau Großkayna. Der Tagebau war im Jahr 1972 ausgekohlt, bis 1978 wurde Abraum aus dem Tagebau Roßbach verspült. Die Flutung des Sees erfolgte, im Gegensatz zum Geiseltalsee und dem Runstedter See als Teil des Geiseltaler Seenkomplexes, bereits in den 1980er-Jahren.
Der Südteil des Sees wurde als Europäisches Vogelschutzgebiet Bergbaufolgelandschaft Kayna-Süd mit einer Fläche von 222 ha ausgewiesen. Ein asphaltierter Rad- und Wanderweg umschließt den See, der zum Teil auch als Stück des Radwegs Sole, Kohle und Geschichte fungiert.

## Schlachtfeld
Im Jahre 1757 schlug auf dem Gebiet von Reichardtswerben und Großkayna Friedrich der Große die französische Armee und Reichsarmee. Diese Schlacht ging unter dem Namen Schlacht bei Roßbach in die Geschichte ein. Bis nach dem Zweiten Weltkrieg befanden sich an der Gemarkungsgrenze, im jetzt überfluteten Areal, zwei Gedenkstätten an diese Schlacht.

## Tourismus
Durch das um den Großkaynaer See angelegte Naturschutzgebiet führt ein 12,4 km langer Rundweg. Dort kann man – abgesehen von der Natur – noch zwei Herden von Wildpferden und eine Herde wilder Kühe bestaunen. Zudem gibt es zwei Türme, die Informationstafeln und jeweils einen Picknicktisch umfassen. Außerdem befinden sich um den See herum mehrere Informationstafeln zum Bergbaugebiet Braunsbedra. Vom Großkaynaer See aus gibt es Wege zum Runstedter See und zum Geiseltalsee. Am Nordufer sind noch ein Segelclub und ein Surfclub aufzufinden. Am östlichen Teil des Großkaynaer Sees kann man sich an mehreren inoffiziellen Badestränden sonnen oder im See baden.